# Tadeusz Zygmunt Lachowicz
Tadeusz Zygmunt Lachowicz (ur. 11 grudnia 1919 w Drohobyczu, zm. 20 czerwca 2010) – polski mikrobiolog, prof. dr hab. nauk medycznych, pułkownik Wojska Polskiego.

## Życiorys
W 1951 ukończył studia chemiczne na Uniwersytecie Jagiellońskim. W 1968 uzyskał tytuł profesorski. Pełnił funkcję kierownika Wojskowego Instytutu Higieny i Epidemiologii, oddział w Krakowie. Pracował jako visiting professor na Katolickim Uniwersytecie w Nijmegen. Odkrywca stafilokokcyny A - leku skutecznego w zwalczaniu gronkowca złocistego.
Opublikował 140 prac naukowych. Członek Międzynarodowego Towarzystwa Lekarskiego i Międzynarodowego Towarzystwa Patologii i Chorób Zakaźnych.
Odznaczony Złotą Odznaką Miasta Krakowa, Srebrnym Krzyżem Zasługi, Krzyżem Kawalerskim Orderu Odrodzenia Polski.
Pochowany na cmentarzu Rakowickim w Krakowie.